# Hannes Hametner
Hannes Hametner (* 1971 in Leipzig) ist ein deutscher Theaterregisseur, Dramaturg und Oberspielleiter.

## Leben
Hannes Hametner ist der zweite von drei Söhnen von Petra und Michael Hametner und wuchs in Leipzig auf. 1990 zog er nach Berlin-Prenzlauer Berg. Von 1991 bis 1992 studierte er kurzzeitig Angewandte Theaterwissenschaft in Gießen, kehrte wieder nach Berlin zurück und arbeitete in der freien Theaterszene Berlins im Kunsthaus Tacheles, bevor er von 1994 bis 1999 am Regieinstitut der Hochschule für Schauspielkunst "Ernst Busch" Berlin Schauspielregie studierte. Im Rahmen seines Studiums assistierte er Manfred Karge (Kurt-Weill-Fest und Kunstfest Weimar) und Lore Stefanek am Maxim-Gorki-Theater Berlin und erarbeitete erste Inszenierungen gemeinsam mit Marc Pommerening am Berliner Ensemble und mit den Berliner Festwochen.
Hametner beendete sein Studium mit der Diplominszenierung von Heiner Müllers Anatomie Titus Fall of Rome – Ein Shakespearekommentar in der Volksbühne am Rosa-Luxemburg-Platz. 2000 gab er seinen Einstand als freier Regisseur am Schauspiel Leipzig mit der Inszenierung des Gedichtbandes Den Teuren Toten von Durs Grünbein. Weitere Inszenierungen führten ihn an das Theaterhaus Jena, Theater Magdeburg, Theater Erlangen, Theater der Altmark Stendal, Theater Quedlinburg, Theater Bautzen, Tribüne Berlin, Theater Koblenz, Theater Münster, Theater Konstanz, Theater Heidelberg, Theater Vorpommern und weiteren. Vielfach inszenierte Hametner Uraufführungen (wie von Mark Amerika, Christoph Klimke, Thilo Reffert, Daniela Dröscher, Dietrich Wagner), eigene Bearbeitungen, zeitgenössische Dramatik (Fritz Kater, John von Düffel, Marius von Mayenburg, Jewgeni Grischkowez, Mark Ravenhill, Noah Haidle) sowie Klassiker von Shakespeare bis Bertolt Brecht.
2001 inszenierte er auf Einladung der Académie Expérimentale des Théâtres Paris die russische Erstaufführung von Heiner Müllers Die Hamletmaschine anlässlich der 2. Internationalen Theaterolympiade in Moskau. Die Uraufführung von Christoph Klimkes Stück über das Euthanasie-Programm Aktion T4 der Nazis Tiergartenstrasse 4 an dem traditionsreichen Berliner Theater Tribüne war die letzte Premiere vor dessen Schließung. Seiner Inszenierung von Warten auf Godot von Samuel Beckett 2009 in Stendal legte er erstmals den von Pierre Temkine entworfenen Gedanken, dass Wladimir und Estragon zwei französische Juden auf der Flucht sind, zu Grunde, was überregional beachtet wurde. In der Berliner Clubszene entwickelte er mit Jürgen Grözinger den Abend „Alchemistic Cabaret“ im Club Le Chalet und anlässlich der Filmpremiere von Sobo Swobodniks Film Der Papst ist kein Jeansboy eine Performance mit und für Hermes Phettberg im Berghain. Hametners Inszenierung des Hölderlin-Monologes Zur Blindheit überredete Augen mit Andreas Seifert, eine freie Produktion aus dem Jahr 2004, gastierte seit 20 Jahren viele Male, zuletzt am Theater Heidelberg.
Neben seiner Inszenierungstätigkeit war Hametner von 2009 bis 2015 Dozent für Schauspiel am Fachbereich Theaterpädagogik der Universität der Künste Berlin, unterrichtete Dramaturgie an der Hochschule für Bildende Künste Dresden in der Fachklasse Neue Medien (2007–2015) und führte Regie bei zahlreichen Hörbüchern für Der Audio Verlag und Der Hörverlag.
Von 2015 bis 2017 war er Dramaturg und fester Regisseur am Theater Vorpommern, wo er mit Inszenierungen von Lutz Seiler (Kruso), Judith Schalansky (Hals der Giraffe) und Jörn Klare (Melken) regionale Themen aufgriff. Dort inszenierte er auch den eigenen Monolog Der Biedermann, der sich, angeregt durch Götz Aly, der Biografie des Greifswalder Anatomen Hermann Voss und seiner aktiven Nazivergangenheit an der Reichsuniversität Posen widmete.
Von 2017 bis 2020 war Hametner Oberspielleiter am Theater Pforzheim, wo er neben eigener Regietätigkeit für das künstlerische Profil des Schauspiels verantwortlich war. Neben der Inszenierung klassischer Stoffe und der Öffnung des Theaters in die Stadt, widmete er sich den Texten von Gegenwartsautoren und setzte dort sein Interesse an Uraufführungen fort.
Seit 2021 arbeitet Hametner wieder freiberuflich als Regisseur. Mit der Uraufführung Jemand – eine Hommage an Johann Kresnik von Christoph Klimke, gemeinsam mit Gottfried Helnwein als Ausstatter und Chris Comtesse als Choreografin, betrat er erneut neue Wege. Ebenso mit der Inszenierung Die Lampedusa Trilogie von Dietrich Wagner, die er mit dem dafür gegründeten Kollektiv brot & rosen und in Zusammenarbeit mit dem Lore-Perls-Haus Pforzheim, sowie der Unterstützung vieler politischer und sozialer Gruppierungen produzierte, realisierte und damit auf Tournee ging (Wien, Berlin, Karlsruhe, Heidelberg). Die Reihe der Uraufführungen setzt er mit dem Stück Zinnwald von Christian Martin zur Erkundung der Gefühlslagen im Ostdeutschland der Nachwendezeit mit einer Premiere im April 2023 am Vogtlandtheater fort. Im Juni 2024 organisierte und realisierte Hametner das erste inklusive Theaterfestival "Theater und Therapie Treffen", das vom 21.-23.6. im Theaterhaus Stuttgart stattfand und das die Rolle des Theaters für die Gesundheit und das Wohlbefinden untersuchte.

## Wirkung
Hametners Regiestil beschrieb Hans-Dieter Schütt anlässlich der Inszenierung von Shakespeares Der Sturm mit folgenden Worten: „Die Inszenierung schaut auf nichts herab. Auf keine Figur herab, auf keinen Text herab. Nie aufs Drama herab. Sie schaut zu etwas auf, von dem sie sich – auch schauspielerisch – geradlinig prüfen lässt. Erhobenen Hauptes, bangen Herzens. Nicht mit schwerer, knetender Hand.“ Reinhard Wengierek schrieb in Die Welt über den „intelligenten Diskurs“ in der Inszenierung des RAF-Stückes Claus Peymann kauft Gudrun Ensslin neue Zähne von Christoph Klimke. Matthias Heine beschreibt Hametners Arbeit in Die Welt anlässlich von Warten auf Godot: „Die Aufführung überrascht, wie so oft in den unterschätzten Theatern der deutschen Provinz, durch schauspielerischer Qualität und durch die leise Intelligenz, mit denen sie den Hinweisen Temkines mehr nachspürt als aufdringlich mit den neuen Erkenntnissen zu trumpfen.“ Für den russischen Übersetzer und Kritiker Wladimir Koljasin war die Inszenierung der Hamletmaschine in Moskau „eine Parodie auf das Agitproptheater und zugleich zarte poetische Suite“ und für Thomas Irmer zeigte sich in der Inszenierung von Der Held der westlichen Welt von Synge, „eine Theatermetapher für die Leere in der zuschauenden Gesellschaft, vor allem aber eine große Geste, dass sich dieses Stück in die Gegenwart öffnen kann“. während für Gunnar Decker in Theater der Zeit „eine hinreißend bizarre Talkshowcrew auf der Suche nach eine Kamera“ vorfand. Und für Juliane Voigt war die Inszenierung Der gute Tod in Stralsund „Droge und reines Glück“.
Hametners Inszenierungen wurden zum Sächsischen Theatertreffen, dem Theatertreffen Baden-Württemberg, dem internationalen Festival der Schauspielschulen in Lodz, den Landestheatertagen eingeladen und wurden zweimal für die beste Regie in der Kritikerumfrage in Theater Heute nominiert.

## Inszenierungen
- 2025 "Der Streit" von Pierre Carlet de Marivaux, Klosterruine Eldena, Theater Vorpommern
- 2023 "Die Schachnovelle" von Stefan Zweig, Berchtoldvlla Salzburg
- 2023 „Zinnwald“, Uraufführung von Christian Martin, Theater Plauen-Zwickau
- 2022 „Innsbruck am Meer“, Uraufführung von Dietrich Wagner, diemonopol, Innsbruck
- 2022 „Die Lampedusa Trilogie“, Uraufführung von Dietrich Wagner, eine Produktion von brot&rosen mit Unterstützung von Lore-Perls Haus Pforzheim
- 2022 „rand:ständig“ von Martin Plattner, diemonopl Innsbruck
- 2021 „Ein Gespräch im Hause Stein über den abwesenden Herrn von Goethe“ von Peter Hacks, Volksbühne am Hirschgraben, Frankfurt am Main
- 2021 „Jemand“ Uraufführung von Christoph Klimke, Kulturni Dom Bleiburg, Kärnten und CCB
- 2021 „Endlich Schluss“ von Peter Turrini, Theater Vorpommern
- 2019 „Bella Figura“ von Yasmina Reza, Theater Pforzheim[11]
- 2019 „Fahrenheit 451“ von Ray Bradbury, Theater Pforzheim[12]
- 2019 „Für immer schön“ von Noah Haidle, Theater Pforzheim[13]
- 2018 „Wie es euch gefällt“ von Shakespeare, Theater Pforzheim[14]
- 2018 „Der zerbrochne Krug“ von Heinrich von Kleist, Theater Pforzheim[15]
- 2018 „Herr Biedermann und die Brandstifter“ von Max Frisch, Theater Pforzheim
- 2017 „Die Frauen von Troja“ von Euripides / Walter Jens, Theater Pforzheim[16][17]
- 2017 „Die Bürgermeisterin von Lampedusa“ (UA) von Dietrich Wagner, Theater Pforzheim[18]
- 2017 „Drei Mal Leben“ von Yasmina Reza, Theater Vorpommern
- 2017 „Melken“ von Jörn Klare, Theater Vorpommern
- 2017 „Der Biedermann“ (UA) von Hannes Hametner, Theater Vorpommern
- 2017 „Der Hals der Giraffe“ von Judith Schalansky, Theater Vorpommern
- 2016 „Kruso“ UA der eigenen Theaterfassung nach dem Roman von Lutz Seiler, Theater Vorpommern
- 2016 „Der obdachlose Mond“ (UA) von Christoph Klimke, Gerhart-Hauptmann-Theater, Zittau
- 2016 „Das Spiel von Liebe und Zufall“ von Marivaux, Theater Bautzen
- 2015 „Der Sturm“ von Shakespeare, Theater Vorpommern
- 2015 „Der Stein“ von Marius von Mayenburg, Theater Quedlinburg/Halberstadt
- 2015 „Jetzt oder Nie - Zeit ist Geld“ nach dem Film von Lars Büchel, die Monopol-Theater Innsbruck
- 2014 „Eine Sommernacht“ von David Craig und Gordon McIntyre, Theater Koblenz
- 2013 „Eheleute und Ehelose“ (UA) von Daniela Dröscher, Theater Koblenz
- 2013 „Der gute Tod“ von Wannie de Wijn, Theater Vorpommern
- 2012 „Enigma“ von Eric-Emmanuel Schmitt, Theater Koblenz
- 2012 „Mutter Courage und ihre Kinder“ von Bertolt Brecht, Städtische Bühnen Münster
- 2011 „Kabale und Liebe“ von Friedrich Schiller, Theater Quedlinburg/Halberstadt
- 2011 „Zur Blindheit überredete Augen – Hölderlin“, Theater Heidelberg
- 2011 „Gut gegen Nordwind“ von Daniel Glattauer, Theater der Altmark Stendal
- 2011 „Der Held der westlichen Welt“ von John Millington Synge, Theater der Altmark Stendal
- 2010 „Hiob“ von Koen Tachelet nach Joseph Roth, Städtische Bühnen Münster
- 2009 „Warten auf Godot“ von Samuel Beckett, Theater der Altmark Stendal
- 2009 „Unkraut vergeht nicht“ (UA) von Thilo Reffert, Theater der Altmark Stendal
- 2009 „Sterne über Mansfeld“ von Fritz Kater, Theater Quedlinburg/Halberstadt
- 2008 „Tiergartenstrasse 4“ (UA) von Christoph Klimke, Tribüne Berlin
- 2007 „Außer Kontrolle“ von Ray Cooney, Theater Konstanz
- 2007 „Das steinerne Brautbett“ von Harry Mulisch, Societaetstheater Dresden
- 2006 „Claus Peymann kauft Gudrun Ensslin neue Zähne“ (UA) von Christoph Klimke, Tribüne Berlin
- 2006 „Romeo und Julia“ von William Shakespeare, XV. Greizer Theaterherbst, Greiz
- 2006 „Die Verfolgung und Ermordung des Jean Paul Marat“ von Peter Weiss, Schauspielschule Reduta, Stadtbad Oderberger Straße
- 2005 „Oh Wunder! Schöne neue Welt“ (UA) von Christoph Klimke, Schauspielhaus Salzburg
- 2005 „Bambiland“ von Elfriede Jelinek, XIV. Greizer Theaterherbst, Greiz
- 2005 „Hölderlin – zur Blindheit überredete Augen“, Orphtheater Berlin, Volksbühne Berlin
- 2004 „Eines langen Tages Reise in die Nacht“ von Eugene O’Neill, Theater Erlangen
- 2004 „Quartett“ von Heiner Müller, Theater Erlangen
- 2003 „zeit zu lieben zeit zu sterben“ von Fritz Kater, Theater Magdeburg
- 2003 „Elite I.1.“ von John von Düffel, Theater Magdeburg
- 2002 „Gestochen scharfe Polaroids“ von Marc Ravenhill, Theater Magdeburg
- 2002 „Amerika im Krieg“ (UA) von Mark Amerika, Theater Magdeburg
- 2002 „Wie ich einen Hund gegessen habe“ (DEA) von Jewgeni Grischkowez, Theaterhaus Jena
- 2001 „sex sells“ (UA), nach „Die Gespräche der Surrealisten über Sexualität“, Schauspiel Leipzig
- 2001 „Die Hamletmaschine“ (Russische EA) von Heiner Müller, Theater für dramatische Kunst, Moskau
- 2000 „Den Teuren Toten“ (UA) von Durs Grünbein, Schauspiel Leipzig
- 1999 „Anatomie Titus Fall of Rome“ von Heiner Müller, Volksbühne Berlin, 3. Stock
- 1997 „Die Sintflut“ (UA) von Bertolt Brecht, Berliner Ensemble

### Inszenierungen Musiktheater
- 2019 „Wiener Blut“ von Johann Strauss, Theater Pforzheim[19] (mit Guido Markowitz)
- 2011 „last echo of feeling“ – Beckett und die deutsche Romantik – Ein konzertantes Musiktheater, Festival Neue Musik, Stadthaus Ulm, mit Jürgen Grözinger
- 2010 „Die Vermessung der Leere“ nach Yves Klein, Eröffnung der Internationalen Bauausstellung Halberstadt, mit Jürgen Grözinger
- 2009 „Eine Odyssee“ Musiktheater UA nach Ad de Bont, Komposition Monique Krüs, Festival für Neue Musik IMPULS, Magdeburg

### Texte für das Theater
- 2019 „Wiener Blut“ – Libretto, mit Thorsten Klein, für Theater Pforzheim
- 2019 „Fahrenheit 451“ nach Ray Bradbury für Theater Pforzheim
- 2016 „Der Biedermann“ – der Anatom Prof. Hermann Voss für UA Theater Vorpommern
- 2016 „Kruso“ nach dem Roman von Lutz Seiler, mit Sascha Löschner, für das Theater Vorpommern
- 2012 „WERT“ – eine performance, Choreografie Morgan Nardi, Alarmtheater Bielefeld
- 2010 „Die Vermessung der Leere“ Textcollage nach Yves Klein, Halberstadt
- 2005 „Hölderlin – zur Blindheit überredete Augen“ – Textcollage aus Empedokles und Texten Friedrich Hölderlins
- 2004 „Bal macabre“ mit Texten von Gustav Meyrink, Oskar Panizza, Franz Kafka für das Theater im Palais Berlin
- 2002 „Amerika im Krieg: Eine Serie“ Spielfassung nach dem Hypertext von Mark Amerika für die UA in Magdeburg
- 2001 „sex sells“ – Die Gespräche der Surrealisten über Sexualität[20] für UA Schauspiel Leipzig